# 小柴賞
小柴賞（こしばしょう、英: Koshiba Memorial Prize）とは、高エネルギー加速器科学研究奨励会が、素粒子分野などの基礎科学における測定器技術の開発研究において、独創性に優れ国際的にも評価の高い業績をあげた、単数または複数の研究者及び技術者に授与されるもの。

## 解説
加速器ならびに加速器利用に関る研究において、特に優れた業績をおさめた研究者・技術者に４賞(西川賞、小柴賞、諏訪賞、熊谷賞)で構成される奨励賞を授与し、もって加速器科学の発展に資することを目的とする。小柴賞は、測定器技術の開発研究に対して授与される。
小柴昌俊がノーベル物理学賞を受賞する事になる天体物理学への先駆的貢献、特に宇宙ニュートリノの検出を記念して設立されたもの。豊橋市が実施している小柴記念賞とは異なる。

## 受賞者一覧
| 年度 | 受賞者                            | 業績                                                                                  | 研究課題 |
| ---- | --------------------------------- | ------------------------------------------------------------------------------------- | --- |
| 2003 | 井上邦雄 末包文彦 白井淳平        | 東北大学大学院理学研究科 助教授                                                       | 原子炉反ニュートリノ欠損現象観測のための大容量液体シンチレーター検出器の開発                                                                                        |
| 2004 | 須山本比呂 幅淳二                 | 浜松ホトニクス（株）電子管事業部 高エネルギー加速器研究機構素粒子原子核研究所         | 高速高感度のピクセル光センサの開発 |
| 2005 | 田中秀治 Kim Sun-kee              | 高エネルギー加速器研究機構素粒子原子核研究所 ソウル大学校                             | アトラス実験ミューオントリガー･チェンバーの開発･量産と品質管理 暗黒物質探索のためのCsl(TI)検出器の開発                                                              |
| 2006 | 三原智                            | 東京大学素粒子物理国際研究センター                                                    | PSIにおけるμ←eγ崩壊探索実験（ＭＥＧ)のための大型液体キセノン検出器の開発・建設                                                                                      |
| 2007 | 伊藤領介 他４名                   | 高エネルギー加速器研究機構                                                            | 高輝度電子陽電子衝突実験のための 大規模高速データ収集システムの開発                                                                                                 |
| 2008 | 阿部利徳 河合克彦                 | 東京大学大学院 浜松ホトニクス㈱                                                       | 大口径ハイブリッド光検出器の開発 |
| 2009 | 大谷航                            | 東京大学                                                                              | 陽電子スペクトロメータ電磁石”COBRA”の設計・製作 |
| 2010 | 宇野彰二                          | 高エネルギー加速器研究機構                                                            | マイクロパターンガス検出器による中性子･X線画像装置の開発 |
| 2011 | 受賞者なし                        | 受賞者なし                                                                            | 受賞者なし |
| 2012 | 内田智久                          | 高エネルギー加速器研究機構                                                            | ハードウェアベースの通信制御装置を用いた高速データ収集システムの開発研究                                                                                            |
| 2013 | 受賞者なし                        | 受賞者なし                                                                            | 受賞者なし |
| 2014 | 西口創                            | 高エネルギー加速器研究機構                                                            | ミューオン稀崩壊実験のための極低物質量ワイヤー飛跡検出器の開発 |
| 2015 |                                   | 浜松ホトニクス株式会社 固体事業部                                                     | Multi－Pixel Photon Counter（MPPC）の特性改善に関する研究 |
| 2016 | 居波賢二                          | 名古屋大学大学院理学研究科                                                            | 新型粒子識別装置TOPカウンターの開発 |
| 2017 | 初井宇記 小嶋健児                 | 理化学研究所 放射光科学総合研究センター 高エネルギー加速器研究機構 物質構造科学研究所 | SOI技術を用いた広ダイナミック・レンジX線イメージセンサーの開発 高集積陽電子検出器システムＫａｌｌｉｏｐｅの開発と実用化                                             |
| 2018 | 受賞者なし                        | 受賞者なし                                                                            | 受賞者なし |
| 2019 | 小谷政弘 河合輝典                 | 浜松ホトニクス（株）電子管事業部                                                      | ハイパーカミオカンデ用Box＆Line型 20吋径光電子増倍管の開発 |
| 2020 | 受賞者なし                        | 受賞者なし                                                                            | 受賞者なし |
| 2021 | 中村光廣 中野敏行                 | 名古屋大学未来材料 システム研究所教授 名古屋大学大学院理学研究科講師                  | 原子核乾板の技術革新と素粒子・宇宙線実験等への応用 |
| 2022 | 瀧田正人 亀島敬                   | 東京大学宇宙線研究所 教授 高輝度光科学研究センター & XFEL利用研究推進室主幹研究員     | 水チェレンコフミューオン検出器を応用した空気シャワー観測装置によるサブPeVガンマ線天文学の開拓 光拡散フリー透明シンチレータを用いた近回折限界性能X線画像検出器の開発 |
| 2023 | 三輪浩司                          | 東北大学大学院理学研究科 教授                                                         | 反跳陽子検出器システム（CATCH）を用いたハイペロン陽子散乱実験手法の開拓                                                                                             |
| 2024 | 関谷洋之                          | 東京大学宇宙線研究所 准教授                                                           | スーパーカミオカンデにおける超新星ニュートリノ観測技術の開拓 |
| 2024 | 岡田信二 山田真也 橋本直 奥村拓馬 | 中部大学 教授 立教大学 准教授 理化学研究所 ECL研究チームリーダー 東京都立大学 准教授  | 極低温検出器を用いたエキゾチック原子X線精密分光の開拓 |
| 2024 | 春山富義                          | 東京大学国際高等研究所カブリ数物連携宇宙研究機構 特任教授・副機構長                   | 大規模液体キセノン粒子検出実験を可能としたパルス管冷凍機の開発 |